# 學院藝術

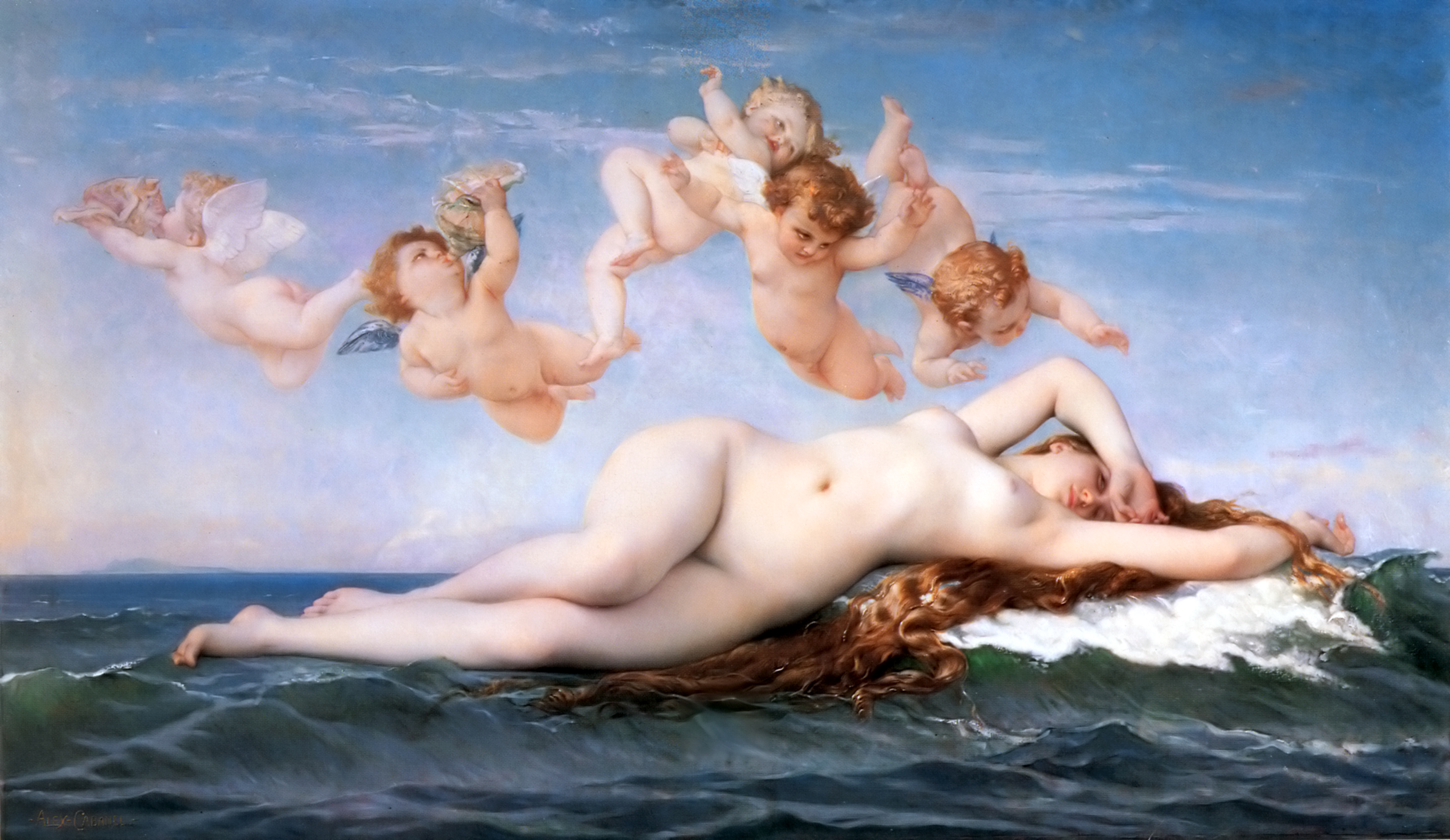
维纳斯的诞生，亞歷山大·卡巴內爾，1863年

學院藝術（英語：academic art）是一種在歐洲藝術學院和大學的影響下所產生的繪畫和雕塑的流派。
學院藝術專指那些在新古典主義和浪漫主義運動中，受法兰西艺术院訂立的標準所影響的畫家和藝術品，以及跟隨着這兩種運動並試圖融合兩者作為風格的藝術，最具代表性的如威廉·阿道夫·布格罗、湯瑪斯·庫圖爾、漢斯·馬卡特（Hans Makart）。他們通常也常被稱為“學院派”（academism）、“華麗藝術”（art pompier）、“折衷主義”（eclecticism），有時也被人與歷史主義（Historicism）與融合主義（Syncretism）相提並論。
一般來說，被學院所影響的藝術都稱為「學院藝術」，例如劳伦斯·阿尔玛-塔德玛的作品。在這個背景下，學院藝術不斷吸收新的風格，所以一些曾被視為對抗學院藝術的藝術風格，後來也被人稱為學院藝術。

## 學院藝術歷史

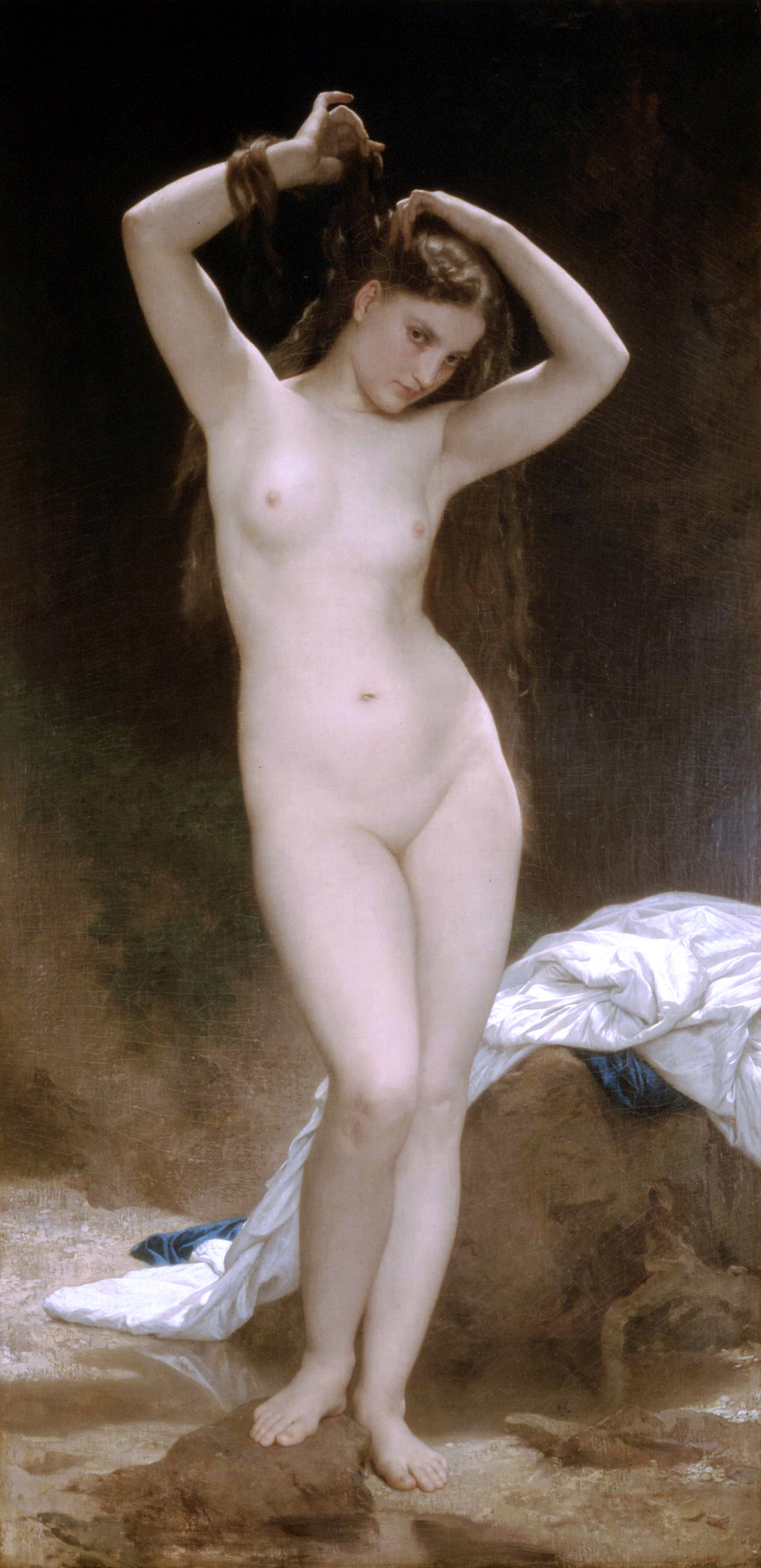
Bather（洗澡者），布格罗，1870年

乔治·瓦萨里在1562年於佛罗伦萨創建了第一間藝術學院，被人稱為藝術繪畫學院（Accademia dell' Arte del Disegno），學生在學院裡學習繪畫的技巧，包括解剖學和幾何學。另外一間學院，聖路卡學院（Accademia di San Luca, 以畫家的保護聖徒聖路加為名），則在十年後於羅馬創立。比較起佛羅倫斯的藝術繪畫學院，聖路卡學院主要作為教育用途，並且更專注於藝術理論上。
聖路卡學院成為了後來在1648年於法國成立的法國皇家繪畫暨雕刻學院（Académie royale de peinture et de sculpture）的模型，並在後來成為法兰西艺术院。法國學院可能是採納了“arti del disegno”翻譯為“beaux arts（文雅藝術）”，後來又被英國人翻譯為“fine arts（美术）”。皇家繪畫暨雕刻學院成立的目的是為了區分那些“從事自由藝術創作的紳士”與一般以體力勞動的工匠，這種強調由知識份子組成的傾向，對於學院藝術的題材和風格影響深遠。
路易十四為加強控制法國藝術界，於1661年重組法國皇家繪畫暨雕刻學院。這時學院在藝術的態度上產生了爭議，這場名為“風格之戰”的爭論重心在於，應以鲁本斯還是尼古拉·普桑作為模範。支持普桑的被稱為普桑派，主張“線（disegno）”應該支配藝術的創作，因為那訴諸於智慧。支持魯本斯的則被稱為魯本斯派，主張“顏色（colore）”應該支配藝術的創作，因為那訴諸於情感。
這場爭論在19世紀再度展開，發生在以安格尔作品為代表的新古典主義、和以欧仁·德拉克罗瓦作品為代表的浪漫主義之間。爭論同樣在於究竟應以觀察大自然作為樣本，還是觀察由畫家所控制的記憶作為樣板。
以法國作為樣本創立的學院遍及了全歐洲，也模仿了法國的教學法和風格。這在英國則成為了皇家藝術學院。

## 學院風格的發展
自從藝術界裡普桑派—魯本斯派間的爭論以來，在19世紀這種爭論的形式再度展開時，藝術的重點和目標成為了融合新古典主義的“線”以及浪漫主義的“顏色”。一個接一個的畫家被評論者認為他們已經達成了這種融合，包括泰奥多尔·夏斯里奥、阿里·謝佛爾（Ary Scheffer）、弗朗西斯科·哈耶兹、亞歷山大·加百利·德康（Alexandre-Gabriel Decamps）和湯瑪斯·庫圖爾。後來的學院派畫家威廉·阿道夫·布格罗對此評論道，成為一個好畫家的方法便是“將線和顏色當作是一回事”。

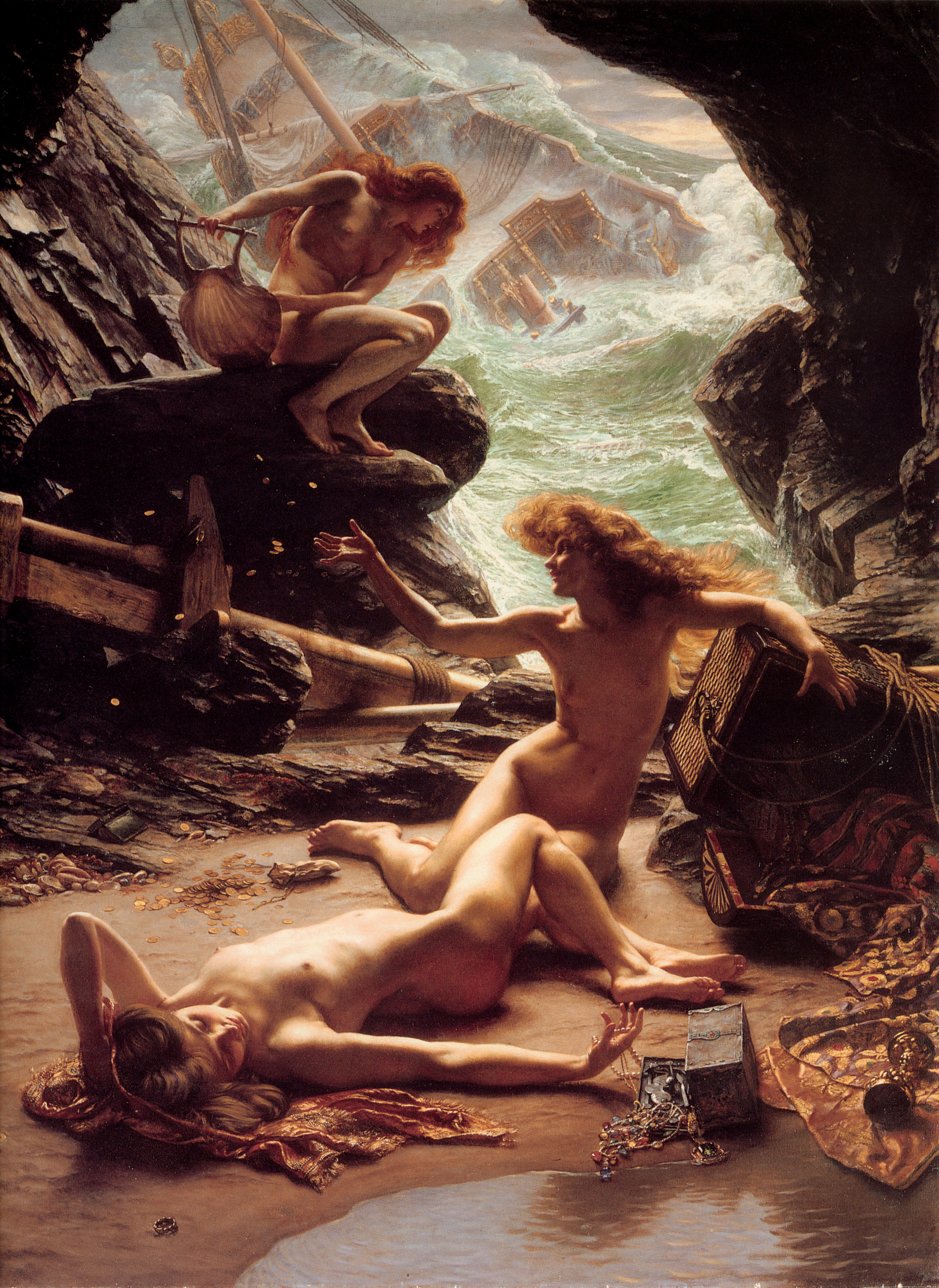
Cave of the Storm Nymphs（暴風雨中水仙女的巢穴），愛德華·潘特（Edward Poynter）

湯瑪斯·庫圖爾在他所著的書中宣揚了這種概念—主張那些宣稱一幅畫有比較好的線或比較好的顏色的說法都是胡說八道，因為顏色要靠著線來傳達它才能表現出色，而反之亦然；顏色是表達“形狀”的一種確實方法。
在這個時期的另一種發展包含了採納歷史的風格，以顯現出畫中所描繪的時代，這稱為歷史主義（historicism）。這種方法以亨德利克·利思（Henrik Leys）的作品為代表，他也影響了詹姆斯·迪索（James Tissot）。歷史主義也表示了學院藝術中，應該結合並融合過去藝術與不同傳統的看法和作法。
藝術世界也越來越注重藝術上的象徵法。主張“線”和“顏色”的兩派都聲稱透過象徵的手段，畫家可以經由這些象徵元素作為媒介來控制作品所能產生的心理影響，作品的主題、情感、和觀念都能這樣表現出來。由於畫家試圖在作法上融合這些理論，也強調了藝術作品在作為比喻和象徵上之媒介的角色。他們主張繪畫或雕刻應該以柏拉圖的形式或觀念來陳述，使觀看者能在尋常的描繪上看到更深一層的抽象涵義，一些永恆的真理。因此如同约翰·济慈的名言“美就是真，真就是美”，繪畫應該是一種完全而完整的“觀念”。布格罗曾說過他不會畫出“某場戰爭”，而只會畫出“戰爭”（的本身）。許多學院藝術畫家的繪畫都只簡單的取名為黎明、黃昏、視覺、品嘗等等，而這些觀念都只由畫中裸體的人物來具體化，以這種方法來說明觀念的本質。
學院藝術也相當偏向理想主義，與現實主義成為強烈反面對比。畫中的角色都被描繪的簡單而更抽象化—理想化—以表現出他們所要表達的觀念。這包含了自然狀態下的一般形式，以及將其轉化以和藝術作品中的主題搭配。

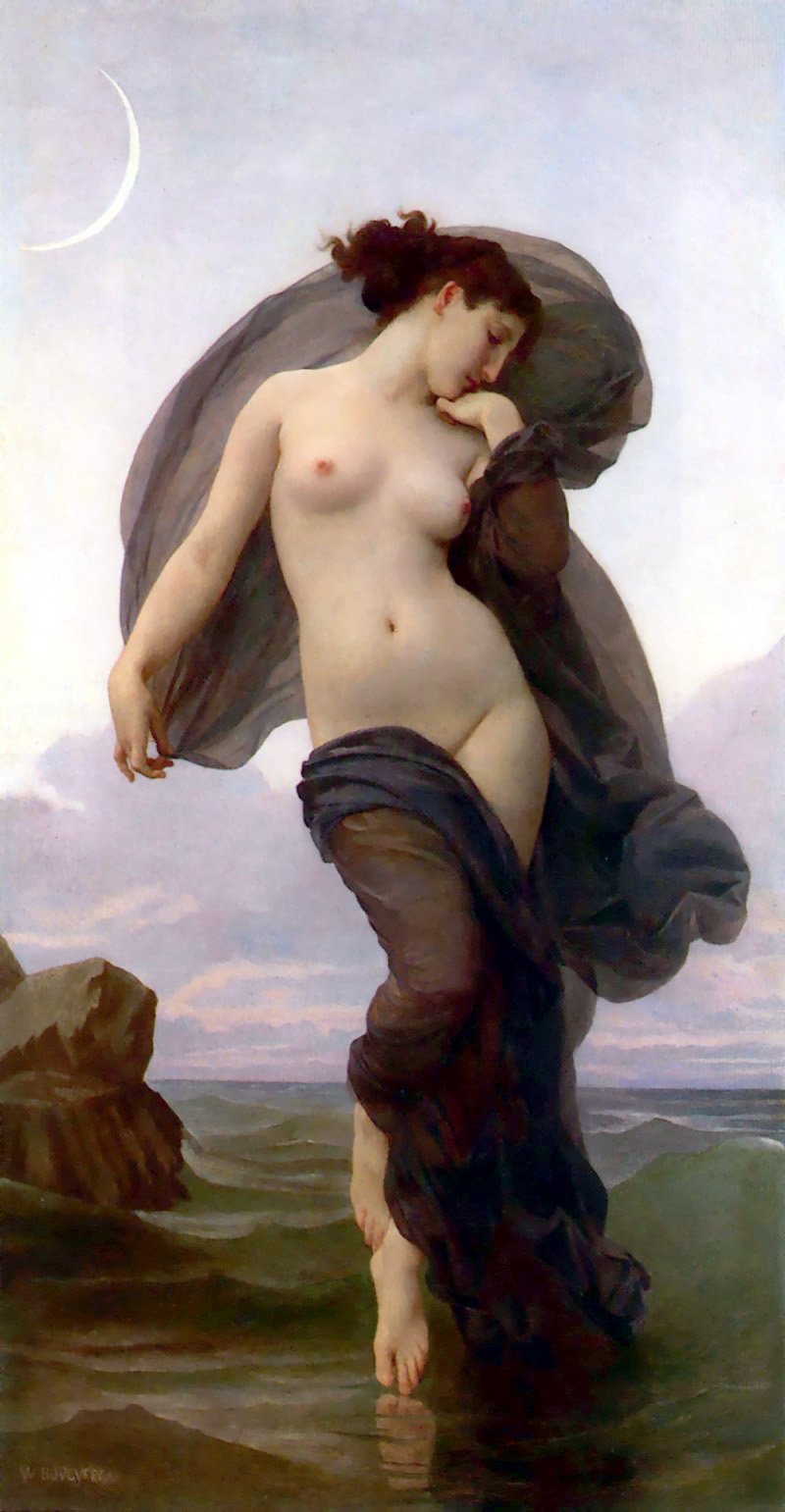
《暮色心境》，布格罗，1882年

由於歷史和神化被視為是陳述觀念的辩证法和表達法，能提供象徵上的豐富題材，運用這些主題作為題材被視為繪畫中最重要的一部分。在17世紀所提出的藝術等級（hierarchy of genres）便劃分了藝術題材的價值，在這套劃分法中，歷史繪畫—古典、宗教、神話、文學、和帶有寓意的主題—被列為最有價值的題材，接下來的排名則依序是風俗畫、肖像畫、靜物畫、風景畫。歷史繪畫也常被稱為“偉大的題材”。漢斯·馬卡特（Hans Makart）的繪畫通常都是超越了生命的歷史戲劇題材，他以此與歷史主義作搭配，支配了19世紀維也納的文化風格。德拉罗什也是典型的歷史畫家。
所有這些傾向都受到了哲學家黑格尔的影響，他認為歷史的辯證法最終只會出現一種答案，以綜合體的形式來解決。
到了19世紀晚期，學院藝術風行整個歐洲社會。學院藝術的展覽相當頻繁，最受歡迎的展覽是在1903年開始的巴黎沙龍（Paris Salon），這次沙龙展覽相當轟動，吸引了大量本地和國外的參觀者。在某個星期日一天中便吸引了50,000人參觀，2個月裡總計約500,000人參觀了展覽。數千幅畫作被展出，從人的視線高度直到天花板間擺滿畫作。在沙龍中成功的展覽是對畫家們成就的認可，使他們的畫作能能被越來越多的個人收藏家買下。威廉·阿道夫·布格罗、亞歷山大·卡巴內爾（Alexandre Cabanel）、让-莱昂·热罗姆則是當時藝術界的主要人物。
在學院藝術全盛的時期，洛可可時代不受歡迎的畫作也開始重新流行，而洛可可藝術中常用的題材如爱罗斯和丘比特等也重受歡迎。儘管拉斐爾事實上較為偏向米开朗基罗，學院藝術也相當崇拜拉斐爾那些帶有理想化的作品，
學院藝術不只影響了歐洲和美國，也影響了一些非西方的國家。尤其是在拉丁美洲的國家，由於他們的革命是以法國大革命作樣本，也試著在文化上模仿法國。例如Angel Zarraga便是墨西哥的學院藝術畫家。

## 學院訓練

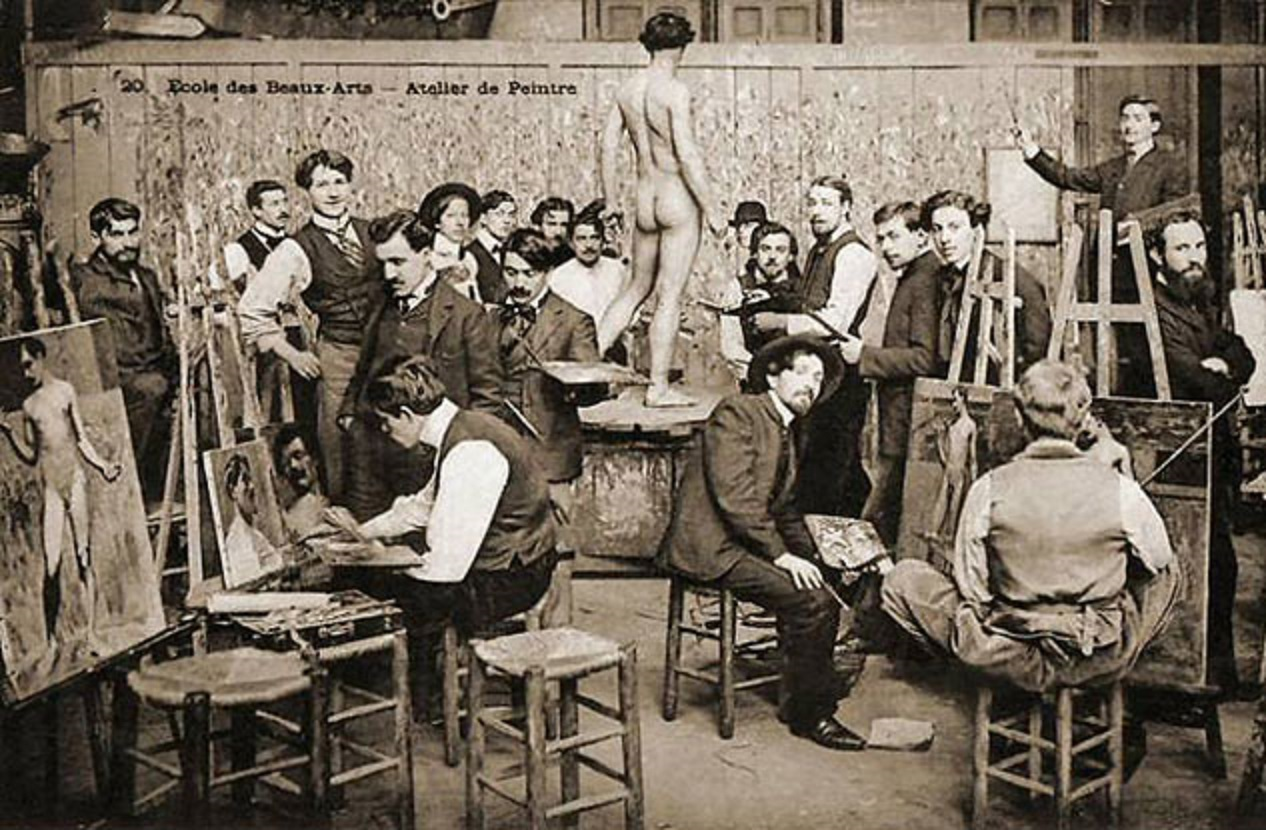
學生們對真人模特兒進行素描，攝於19世紀後期。

年輕的學生們要花上數年進行嚴格的訓練。在法國，只有已經通過測驗並帶有著名藝術教授推薦函的學生才會被藝術學院招收。以法國美術學院（École des Beaux-Arts）為例，對於裸體的素描和繪畫被稱為“académies”，為學院藝術基本的架構，也是學習中的必經步驟。首先學生要臨摹一些經典雕像的圖片，以熟悉輪廓的原理、以及光線的明暗。學院藝術非常重視這種臨摹的訓練；學生經由如此訓練將能吸收這些大師的藝術技巧。要前進到下一個階段，學生必須遞交作品以供評估。
如果評估認可了，他們會開始直接臨摹經典的雕像。只有在習得這些技巧後才會開始進行真人模特兒的階段。而在學習使用畫筆之前，學生必須先證明自己在素描上的熟練度，素描技巧被視為是學院藝術的基礎。在這之後學生才能加入學院院士的畫室學習。在這整個過程中，學生們經由事先決定的題材在特定的時間內進行競爭，以判定每個學生的學習進度。
最知名的學生競賽是罗马大奖。羅馬獎金大賽的獲勝者將能獲得最多5年的獎學金前往法國羅馬學院（French Academy in Rome）學習。參與競賽者必須是法國籍、男性、30歲以下且單身，他必須先通過類似法國美術學院的標準，並且有著知名藝術教師的推薦。競賽過程非常累人，要經過好幾個階段的淘汰才會到達最後階段，最後階段將剩下10名競爭者單獨的在畫室裡作畫72天，以畫出他們最終的歷史繪畫。競賽的贏家將能確保他未來職業畫家的地位。
如同以上提到的，在沙龍裡成功的展出作品是對一個畫家成就的認可。而身為一個職業畫家的最終目標，便是被選為法蘭西學術院（Académie française）的會員，成為一個知名的學院院士。畫家們祈求他們的畫作能被沙龍委員會擺放在顯眼的位置，在展覽開始後，畫家們常會抱怨他們的畫作被擺放的太高，而沒有擺在人群視線高度的位置。

## 批評和影響
學院藝術所運用的理想主義首先遭到批評。現實主義畫家古斯塔夫·库尔贝認為，學院藝術不過是根基於陳腐而抽象的幻想以及古代神話的傳說上，卻忽略了現實社會面臨的問題。另一種來自現實主義的批評則指出學院藝術的繪畫“外觀錯誤”—描繪的事物看起來都平坦、光滑而理想化—而沒有表現出現實的結構。現實主義畫家Theodule Augustin Ribot在他的畫作中實驗性的運用了粗糙而未潤飾的結構，來對比學院藝術的畫風。

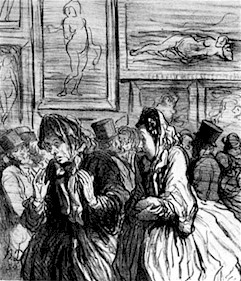
今年又是維納斯...總是維納斯！，描繪沙龍畫展中的場景，奧諾雷·杜米埃（Honore Daumier），1864年

運用鬆散筆觸來作畫的印象派畫家也批評學院藝術光滑平坦的風格。事實上那樣鬆散的筆觸也是學院藝術訓練的一部分，當畫家開始計畫一幅畫時，首先會對他們的主題作素描，並且進行油彩上色。這種油畫素描的步驟被稱為“esquisses”，而這些在油畫布上的自由描繪看起來就類似那些印象派畫家的作品，而且都是學院藝術訓練的一部分。只有在油畫素描後畫家才會開始進行正式的繪畫，稱為“fini”。學院派畫家會盡力掩蓋畫筆的筆觸痕跡，以讓觀看者專注於藝術品的題材本身，而不是利用這些筆觸痕跡來帶給觀看者印象。印象派畫家通常不會畫出光滑平坦的作品，而偏向於使用鬆散的筆觸來捕捉當時場景的光線，證明畫家的在場。印象派畫家主張外光派畫法（plein air）的概念，認為畫家應該在戶外作畫以捕捉光線，而不是像學院藝術限制在陰暗的畫室裡作畫。
現實主義和印象派也反對學院藝術靜止的佈置場景，以及將風景畫列為最底層的藝術等級劃分。應該注意的一點是，大多數現實主義和印象派畫家，以及許多其他早期的前衛派畫風，都是原本在學院派畫室裡學習而造反的學生。如莫奈、古斯塔夫·库尔贝、愛德華·馬內、亨利·馬蒂斯（Henri Matisse）都是學院派畫家的學生。
隨著现代艺术和其前衛畫派的大量發展，學院藝術更進一步被詆毀，被視為是感情用事的、陳腐的、保守的、沒有創新的、資產階級的、以及“沒有風格的”。法國一些人更戲稱學院藝術是“art pompier”（pompier法文意思是消防隊員）以諷刺被學院藝術所崇敬的雅克·路易·大卫的畫作—在他筆下描繪的士兵都戴著看似當時消防隊員所戴的頭盔。並稱學院藝術的畫作為“雄偉的機器”，認為學院藝術不過是經由一些手段和花招來製造繆誤的情感。

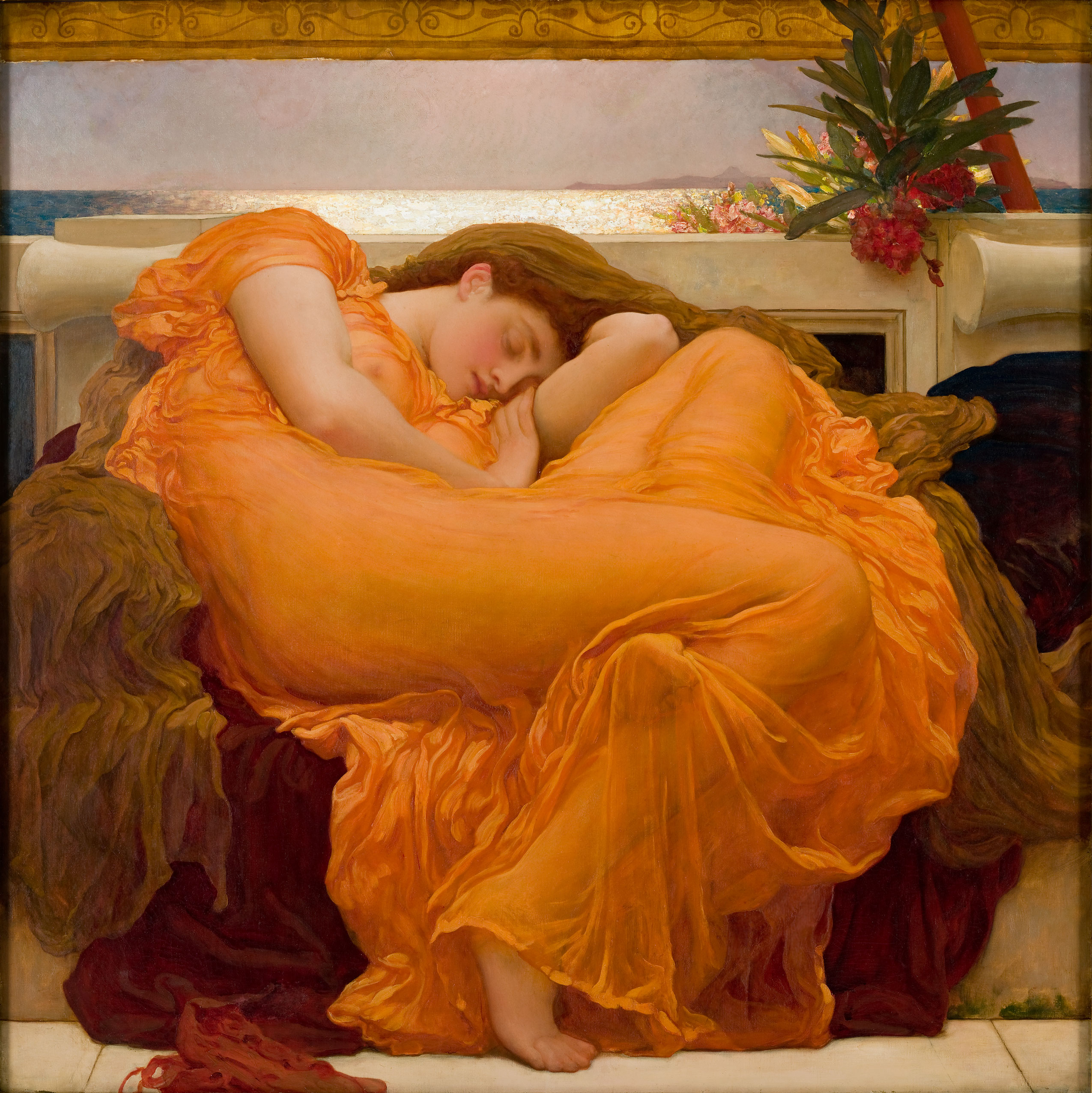
Flaming June，《燃燒的六月》，弗雷德里克·雷頓，1895年

這種詆毀在藝術評論家克莱门特·格林伯格寫的批評文章《前卫与媚俗》時到達高潮，他認為學院藝術只是“媚俗作品”。學院藝術在藝術歷史學和教科書上的重要性逐漸被現代主義者所抹滅，他們認為這是一種文化的革命。整個20世紀裡，學院藝術被完全忽略，很少被提及，而每次被提及時都只是用以嘲笑之，同時也嘲笑當時支持它的資產階級社會，以此替現代主義的重要性背書。
其他畫家，如象徵主義和一些超现实主义畫家，則對傳統較為同情。為了重現過去生活的景象，這些畫家較為樂意去了解代表著過去傳統的藝術。一旦這些傳統被看作過時的產物，作為象徵法的裸體和戲劇化的姿勢便產生了一些超乎尋常而如夢一般的景象。
直到后现代主义開始發展，雖然許多後現代主義者仍然帶著反對“資產階級”的偏見，但由於提供了在歷史上更多元的看法，學院藝術才又重新受到重視，重現在歷史書籍和藝術界的討論上。自從1970年代以來，學院藝術重獲得了公眾的鑑賞，許多在過去只以幾百元賤價拍賣掉的學院藝術作品，現在的價值則超過數百萬元了。

## 主要藝術家
- 法國

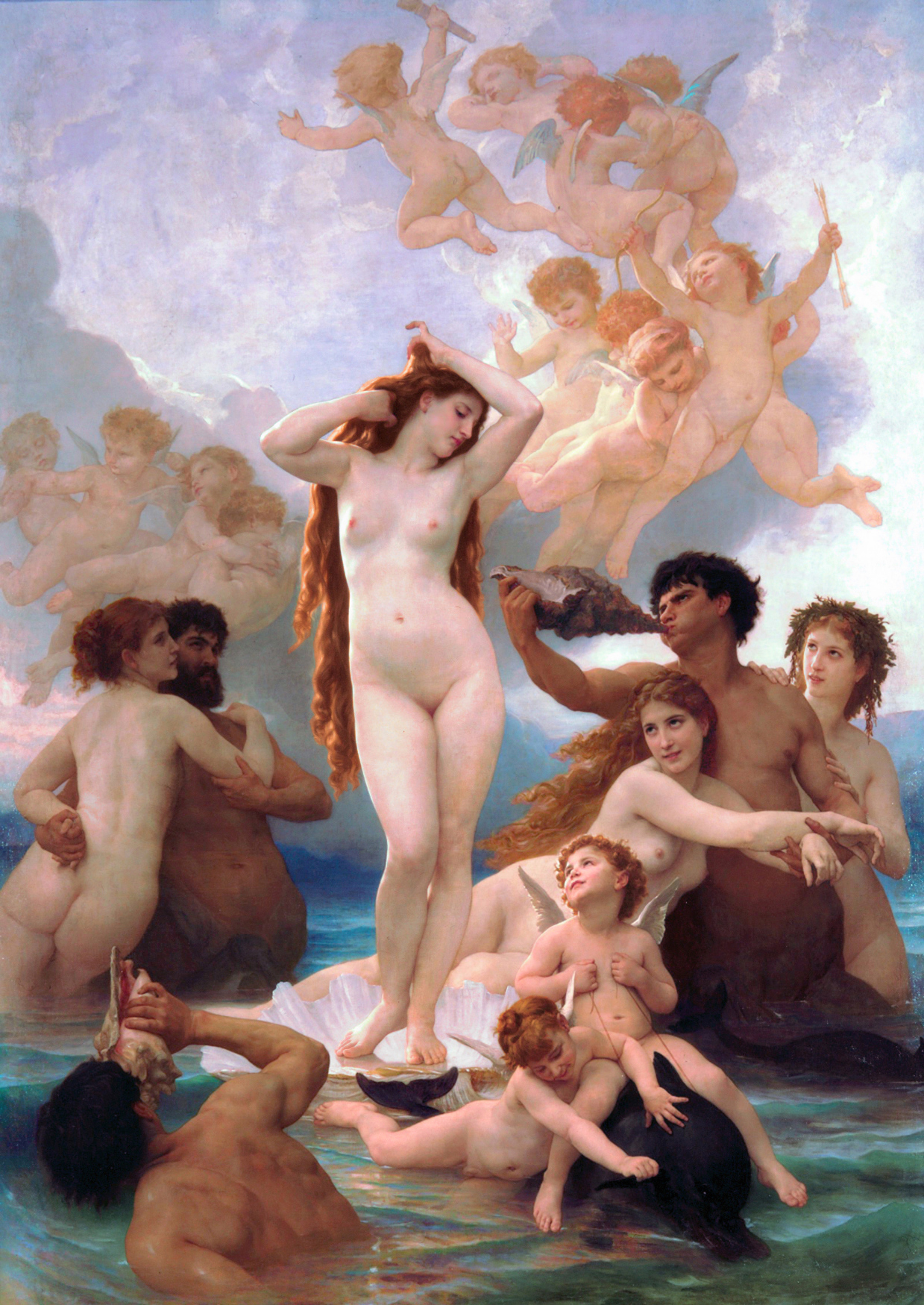
威廉·阿道夫·布格罗：《维纳斯的诞生》，1879年

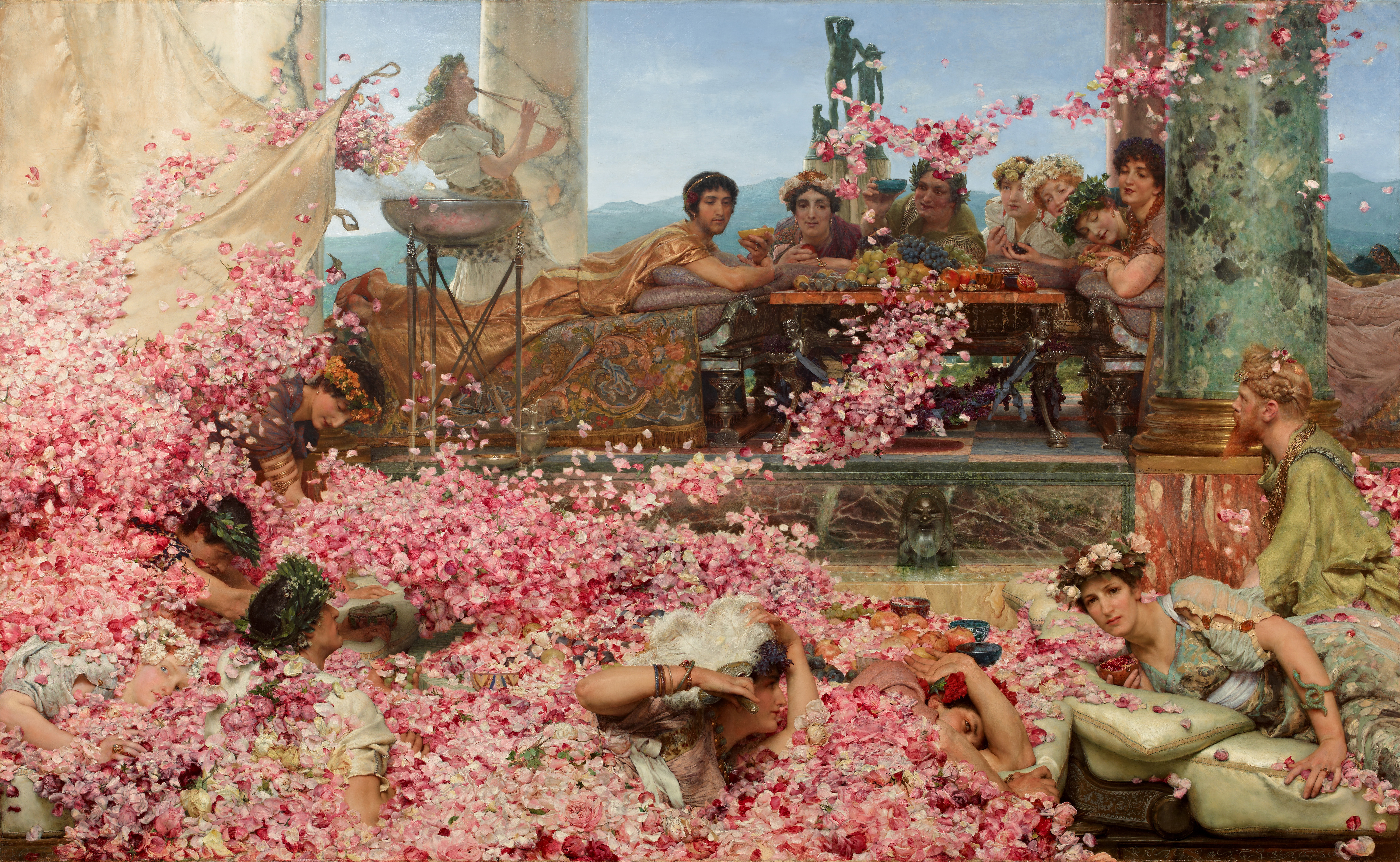
劳伦斯·阿尔玛-塔德玛：《埃拉伽巴路斯的玫瑰》，1888年

  - 亞佛烈·阿格希（Alfred Agache），畫家
  - 路易-埃内斯特·巴里亚斯，雕塑家
  - 里歐·博納，画家
  - 威廉·阿道夫·布格罗，畫家
  - 湯瑪斯·庫圖爾，畫家
  - 亞歷山大·卡巴內爾（Alexandre Cabanel），畫家
  - 皮埃尔·奥古斯特·考特(Pierre Auguste Cot），画家
  - 让-莱昂·热罗姆（Jean-Léon Gérôme），畫家、雕刻家
  - 讓-保羅·勞倫斯（Jean-Paul Laurens），畫家、雕刻家
  - 讓-雅克·亨納（Jean-Jacques Henner），畫家
  - 亞歷山大·加百利·德康（Alexandre-Gabriel Decamps），畫家
  - 德拉罗什，畫家
  - 保羅·包德立（Paul Baudry），畫家
  - 安東尼·梅西（Antonin Mercie），雕刻家
  - 里歐·博納（Léon Bonnat），畫家
- 英國
  - 弗雷德里克·雷頓，畫家、雕刻家
  - 勞倫斯·阿爾瑪-塔德瑪（Lawrence Alma-Tadema），畫家
  - 艾柏特·摩爾（Albert Moore），畫家
  - 乔治·弗雷德里克·瓦茨（George Frederic Watts），畫家
  - 阿弗雷德·史蒂文斯（Alfred Stevens），雕刻家
  - 阿弗雷德·吉伯特（Alfred Gilbert），雕刻家
  - 約翰·威廉·高多德(John William Godward)，畫家
  - 參見：前拉斐爾派
- 奧地利
  - 漢斯·馬卡特（Hans Makart），畫家
  - 漢斯·卡農（Hans Canon），畫家

- 德國

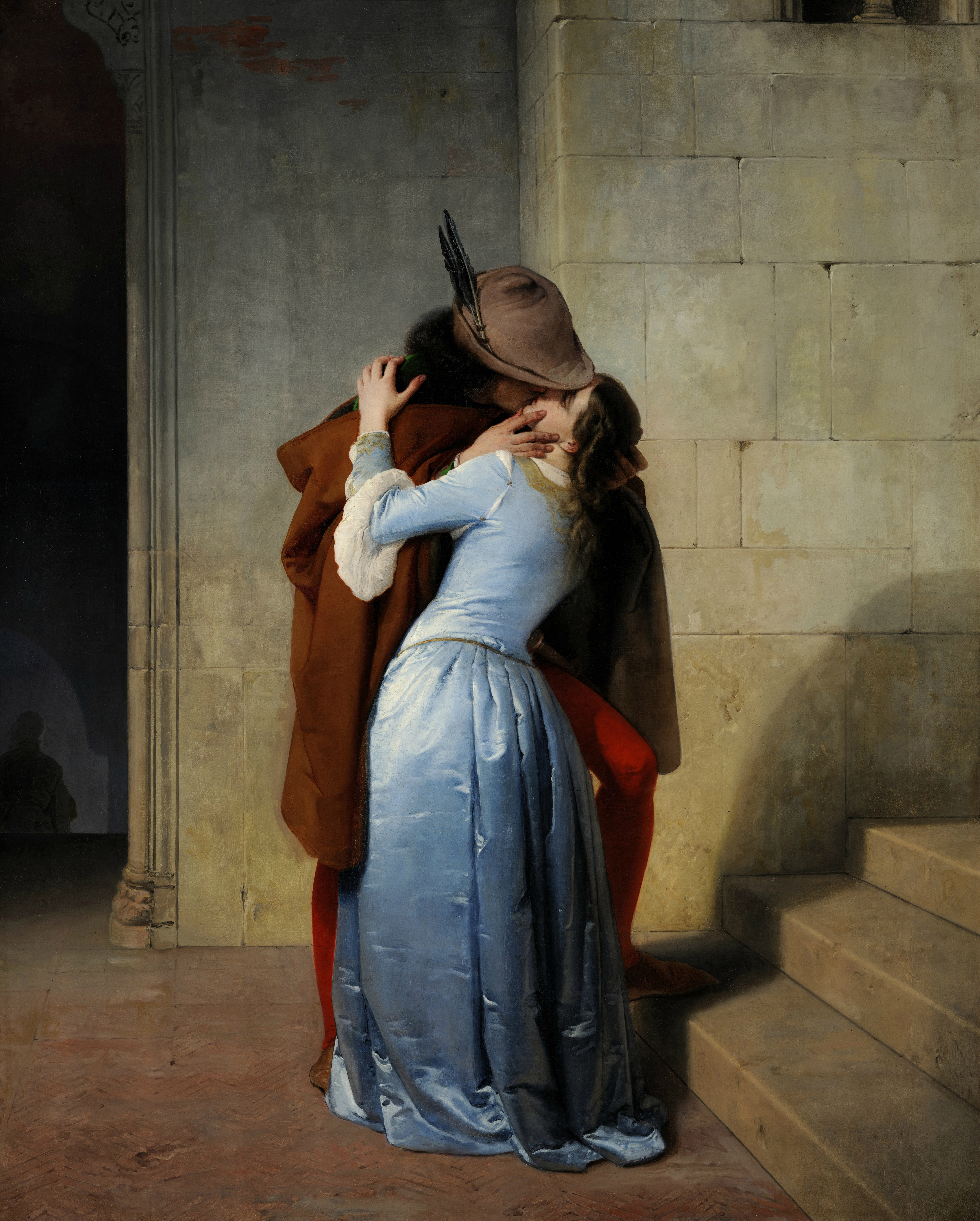
弗朗西斯科·哈耶兹在1859年的作品“吻”

  - 法蘭茲·馮·倫巴赫（Franz von Lenbach），畫家
- 加拿大
  - 保羅·凱恩(Paul Kane)，畫家
- 比利時
  - 亨德利克·利思（Hendrik Leys），畫家
  - 阿弗雷德·史蒂文斯（Alfred Stevens），畫家
- 波希米亞
  - 哈維爾·布羅日克（Vaclav Brozik），畫家
- 荷蘭
  - 阿里·謝佛爾（Ary Scheffer），畫家
- 義大利
  - 弗朗西斯科·哈耶兹，畫家
  - 尤金·布拉斯，畫家
- 西班牙
  - 馬里亞·福爾圖尼 (Mariano Fortuny y Marsal)，畫家
- 波蘭
  - 揚·馬泰伊科(Jan Alojzy Matejko)，畫家
  - 亨利克·希米拉德斯基，画家
- 俄国
  - 卡尔·布留洛夫，画家
  - 康斯坦丁·马科夫斯基，画家
- 瑞士
  - 夏爾·格萊爾（Charles Gleyre），畫家
- 墨西哥
  - Angel Zarraga，畫家

## 外部連結
- Academic art（页面存档备份，存于） 學院藝術潮流
- Art Renewal Center（页面存档备份，存于） 對學院藝術的重新評價
- Dahesh Museum, NY（页面存档备份，存于） 學院藝術最重要的博物館
- Bridgeview School of Fine Art, New York（页面存档备份，存于） 重視學院藝術訓練的學校
- Nineteenth-Century Art Worldwide （页面存档备份，存于） 對19世紀視覺文化的記載
- École des Beaux-Arts（页面存档备份，存于） informative page from John Singer Sargent Gallery